# Luis Fernando Vásquez Díaz
Luis Fernando Vásquez Díaz (Guachené, Colombia, 3 de enero de 2003), comúnmente conocido como Lucho, es un futbolista colombiano que juega como defensa en el Skënderbeu Korçë de la Superliga de Albania.

## Carrera
En enero de 2021 fichó por el Red Bull Salzburgo procedente de la Academia Alemana de Fútbol Popayán de la ciudad homónima hasta el 31 de mayo de 2025 para ser cedido en un principio en el SV Horn de la 2.ª Liga Al final de la temporada volvió a ser cedido a otros dos clubes de la 2ª Liga que  cooperaban con Red Bull: FC Liefering, donde estuvo una temporada , y Kapfenberger SV donde estuvo un par de temporadas.
En la temporada 2024-25 firmó con el KF Skënderbeu de la Superliga de Albania por tres temporadas.

## Estadísticas

### Clubes
Actualizado al último partido disputado el 5 de octubre de 2024.
| Club                      | Div.          | Temporada     | Liga  | Liga  | Copas nacionales | Copas nacionales | Copas internacionales | Copas internacionales | Total | Total |
| Club                      | Div.          | Temporada     | Part. | Goles | Part.            | Goles            | Part.                 | Goles                 | Part. | Goles |
| ------------------------- | ------------- | ------------- | ----- | ----- | ---------------- | ---------------- | --------------------- | --------------------- | ----- | ----- |
| SV Horn · Austria         | 2.ª           | 2020-21       | 11    | 1     | 0                | 0                | —                     | —                     | 11    | 1     |
| SV Horn · Austria         | Total club    | Total club    | 11    | 1     | 0                | 0                | 0                     | 0                     | 11    | 1     |
| Liefering · Austria       | 2.ª           | 2021-22       | 1     | 0     | —                | —                | —                     | —                     | 1     | 0     |
| Liefering · Austria       | Total club    | Total club    | 1     | 0     | 0                | 0                | 0                     | 0                     | 1     | 0     |
| Kapfenberger SV · Austria | 2.ª           | 2022-23       | 21    | 1     | 0                | 0                | —                     | —                     | 21    | 1     |
| Kapfenberger SV · Austria | 2.ª           | 2023-24       | 15    | 0     | 0                | 0                | —                     | —                     | 15    | 0     |
| Kapfenberger SV · Austria | Total club    | Total club    | 36    | 1     | 0                | 0                | 0                     | 0                     | 36    | 1     |
| KF Skënderbeu · Albania   | 1.ª           | 2024-25       | 5     | 1     | 0                | 0                | —                     | —                     | 5     | 1     |
| KF Skënderbeu · Albania   | Total club    | Total club    | 5     | 1     | 0                | 0                | 0                     | 0                     | 5     | 1     |
| Total carrera             | Total carrera | Total carrera | 53    | 3     | 0                | 0                | 0                     | 0                     | 53    | 3     |